# Фридрихсверт
Фридрихсверт (на немски: Friedrichswerth, „Erffa“) е община в окръг Гота в провинция Тюрингия, Германия, с площ от 4,9 km² и 486 жители (към 31 декември 2014). До 1685 г. се казва „Ерфа“.